# Chuej-čou
Chuej-čou (čínsky 惠州, pchin-jinem Hùizhōu) je město a městská prefektura v Čínské lidové republice.
Leží v provincii Kuang-tung v deltě Perlové řeky. Na západě sousedí s hlavním městem provincie Kantonem, na severu s Šao-kuanem, na severovýchodě s Che-jüanem, na východě s Šan-wejem, na jihu s Jihočínským mořem a na jihozápadě s Šen-čenem a
Tung-kuanem.
V celé prefektuře žije zhruba čtyři a půl miliónu obyvatel. Partnerským městem je rakouský Hallstatt.

## Administrativní členění
Městská prefektura Chuej-čou se člení na pět celků okresní úrovně, a sice dva městské obvody a tři okresy.
| městský obvod · Chuej-čcheng městský obvod · Chuej-jang okres · Po-luo okres · Chuej-tung okres · Lung-men |        |                       |                    |                                  |
| Název | Název  | Počet obyvatel (2020) | Rozloha km² (2020) | Hustota zalidnění (obyv. na km²) |
| český přepis                                                                                               | znaky  | Počet obyvatel (2020) | Rozloha km² (2020) | Hustota zalidnění (obyv. na km²) |
| Městské obvody                                                                                             |        |                       |                    |                                  |
| Chuej-čcheng                                                                                               | 惠城区 | 2 090 578             | 1 488              | 1 405                            |
| Chuej-jang                                                                                                 | 惠阳区 | 1 404 137             | 1 205              | 1 165                            |
| Okresy |        |                       |                    |                                  |
| Po-luo | 博罗县 | 1 210 878             | 2 855              | 424                              |
| Chuej-tung                                                                                                 | 惠东县 | 1 018 076             | 3 527              | 289                              |
| Lung-men                                                                                                   | 龙门县 | 319 183               | 2 267              | 141                              |
| |        |                       |                    |                                  |
| Celkem | Celkem | 6 042 852             | 11 343             | 533                              |